# Eriococcus sutepensis
Eriococcus sutepensis är en insektsart som beskrevs av Takahashi 1942. Eriococcus sutepensis ingår i släktet Eriococcus och familjen filtsköldlöss.
Artens utbredningsområde är Thailand. Inga underarter finns listade i Catalogue of Life.